# بطنج كرمي
البطنج الكرمي أو الستاكس الكرمي (باللاتينية: Stachys viticina) نوع نباتي يتبع جنس البطنج من الفصيلة الشفوية.

## الموئل والانتشار
النبات واطن في بلاد الشام وتركيا.